# Río Chira
Der Río Chira ist ein etwa 190 km langer Zufluss des Pazifischen Ozeans, der abschnittsweise einen Grenzfluss zwischen Peru und Ecuador bildet. Der Río Chira entwässert ein Areal von 19.095 km². Davon liegen 7162 km² in Ecuador.

## Flusslauf
Der Río Chira entsteht 25 km westnordwestlich der Stadt Macará in den westlichen Ausläufern der Anden am Zusammenfluss von Río Catamayo und Río Macará. Der Río Chira fließt anfangs 120 km nach Südwesten. Er bildet dabei auf einer Länge von 52 km, bis zur Einmündung des Río Alamor (Río Malves), die Staatsgrenze. Die Kleinstadt Zapotillo liegt am nördlichen Flussufer. Bei Flusskilometer 108 wird der Fluss durch einen Staudamm (⊙) auf einer Länge von etwa 20 km zum Poechos-Stausee aufgestaut. Der Stausee besitzt ein Fassungsvermögen von 885 Millionen m³. Unterhalb des Staudamms mündet der Río Chipillico linksseitig in den Río Chira. Bei Flusskilometer 70 befindet sich die Großstadt Sullana am linken Flussufer. Zwei Kilometer flussabwärts befindet sich ein Wehr (⊙) am Río Chira. Oberhalb des Wehrs wird ein Teil des Flusswassers über einen Bewässerungskanal abgezweigt. Das Wasser dient der Bewässerung von landwirtschaftlichen Anbauflächen nördlich des Unterlaufs. Auf den unteren 70 Kilometern wendet sich der Río Chira nach Westen. Schließlich mündet der Río Chira in ein Ästuar, das durch eine Nehrung vom Meer getrennt wird.